# Mrągowski
Mrągowski là một huyện thuộc tỉnh Warmińsko-Mazurskie của Ba Lan. Huyện có diện tích 1065 km². Đến ngày 1 tháng 1 năm 2011, dân số của huyện là 50113 người và mật độ 47 người/km².